# I Sínodo de Ancud
El I Sínodo Diocesano de Ancud fue una reunión convocada por el obispo de tal diócesis Justo Donoso Vivanco el 18 de febrero de 1851 e inaugurada el 11 de marzo del mismo año, y tuvo como objetivo —al igual que sus sucesoras— el estudio de la situación religiosa y moral de la diócesis adoptando diversos acuerdos relacionados con ésta.
Tal reunión se constituye en la primera en su tipo realizada en Chile luego de su independencia tras el V Sínodo de Concepción celebrado en 1774, catalogado este último como el último sínodo colonial; además, es uno de los tres sínodos que se convocaron durante el siglo XIX: lo siguió el II Sínodo de Ancud de 1894 y el VII Sínodo de Santiago un año después.
Entre el conjunto de temas que abordó, se encuentran las primeras disposiciones histórico-reglamentarias de la figura de los Fiscales de Chiloé en el título XX y sus respectivas constituciones, institución laical aún vigente en el archipiélago de Chiloé.